# Szepietowo (gemeente)
De gemeente Szepietowo is een landgemeente in het Poolse woiwodschap Podlachië, in powiat Wysokomazowiecki.
De zetel van de gemeente is in Szepietowo.
Op 30 juni 2004 telde de gemeente 7522 inwoners.

## Oppervlakte gegevens
In 2002 bedroeg de totale oppervlakte van gemeente Szepietowo 151,9 km², waarvan:
- agrarisch gebied: 76%
- bossen: 17%

De gemeente beslaat 11,85% van de totale oppervlakte van de powiat.

## Demografie
Stand op 30 juni 2004:
| Omschrijving                   | Totaal | Totaal | Vrouwen | Vrouwen | Mannen | Mannen |
| ------------------------------ | ------ | ------ | ------- | ------- | ------ | ------ |
| eenheid                        | aantal | %      | aantal  | %       | aantal | %      |
| inwoners                       | 7522   | 100    | 3746    | 49,8    | 3776   | 50,2   |
| bevolkingsdichtheid (inw./km²) | 49,5   | 49,5   | 24,7    | 24,7    | 24,9   | 24,9   |

In 2002 bedroeg het gemiddelde inkomen per inwoner 1364,5 zł.

## Plaatsen
Chorążyce, Dąbrowa-Bybytki, Dąbrowa-Dołęgi, Dąbrowa-Gogole, Dąbrowa-Kaski, Dąbrowa-Łazy, Dąbrowa-Moczydły, Dąbrowa-Tworki, Dąbrowa-Wilki, Dąbrowa-Zabłotne, Dąbrówka Kościelna, Jabłoń-Kikolskie, Jabłoń-Samsony, Kamień-Rupie, Moczydły-Jakubowięta, Moczydły-Stanisławowięta, Nowe Gierałty, Nowe Szepietowo Podleśne, Nowe Warele, Nowe Zalesie, Plewki, Pułazie-Świerże, Stary Kamień, Stawiereje-Michałowięta, Stawiereje Podleśne, Szepietowo, Szepietowo-Janówka, Szepietowo Podleśne, Szepietowo-Wawrzyńce, Szepietowo-Żaki, Szymbory-Andrzejowięta, Szymbory-Jakubowięta, Szymbory-Włodki, Średnica-Jakubowięta, Średnica-Maćkowięta, Średnica-Pawłowięta, Warele-Filipowicze, Włosty-Olszanka, Wojny-Izdebnik, Wojny-Krupy, Wojny-Piecki, Wojny-Pietrasze, Wojny-Pogorzel, Wojny-Szuby Szlacheckie, Wojny-Szuby Włościańskie, Wojny-Wawrzyńce, Wyliny-Ruś, Wyszonki-Posele, Zabiele.

## Aangrenzende gemeenten
Brańsk, Czyżew-Osada, Klukowo, Nowe Piekuty, Wysokie Mazowieckie